# Robert Lindsay (lekkoatleta)
Robert Alexander Lindsay (ur. 18 kwietnia 1890 w Wandsworth w London Borough of Wandsworth, zm. 21 października 1958 w Battersea w London Borough of Wandsworth) – brytyjski lekkoatleta (sprinter), mistrz olimpijski z 1920.
Na igrzyskach olimpijskich w 1920 w Antwerpii startował w sztafecie 4 × 400 metrów, która zdobyła złoty medal, biegnąc w składzie: Cecil Griffiths, Lindsay, John Ainsworth-Davis i Guy Butler. Wystąpił również w indywidualnym biegu na 400 metrów, w którym odpadł w ćwierćfinale.
Był mistrzem Wielkiej Brytanii (AAA) na w biegu na 440 jardów w 1921.